# 下多度村
下多度村（しもたどむら）は、かつて岐阜県養老郡に存在した村である。
現在の海津市の一部（旧・海津郡南濃町の北部）である。一部の地域は南濃町との合併後に分割され、養老郡養老町に編入されている。

## 歴史
- 江戸時代末期、この地域は美濃国多芸郡であり、大垣藩領などであった。
- 1872年（明治5年） - 釜段新田が志津新田に合併。
- 1874年（明治7年） - 志津新田の一部（旧・釜段新田）が分立し、釜段村となる。
- 1889年（明治22年）7月1日 - 津屋村、志津村、志津新田、若宮村、船見村が合併し、下多度村となる。
- 1897年（明治30年）4月1日[1] - 郡制に基づき多芸郡の一部と上石津郡が合併し、養老郡となる。下多度村は養老郡となる。
- 1954年（昭和29年）11月5日 - 海津郡城山町、石津村、および養老郡下多度村が合併し、海津郡南濃町となる。
- 1955年（昭和30年）4月1日 - 南濃町と養老町とで境界変更。旧・若宮村と船見村の全域と旧・津屋村の一部（段の尻、中原、紬ノ木、小名、大憤、浮島、中島、上戸樋、北河原）が養老町に編入される。

## 小字
- 大字津屋
  - 中島･上戸樋･浮島･小名･栢ノ木･北河原･川東･五反田･山新田･中原･河原添･段ノ尻･天皇森･神明･観音･宮西･川並･下川並･清水･清水屋敷･株水･堤田･総作･溲田･ヌリ田道上･ヌリ田道下･寺屋敷･正蓮寺･山ノ神･大堀･河原中･大墳･十二町歩･上屋敷･中屋敷･広畑･仮畑･八幡･南谷･北谷･鐘鋳場
- 大字志津
  - 菖蒲原･川並･沢･大萩･仲原･横割･南屋敷･北屋敷･山田･井口･南条･野中･小谷･下池･高祖･南山･岨古谷･後谷･総名池ヶ谷
- 大字志津新田
  - 善左衛門屋敷割･上屋敷割･下屋敷割･一番割･二番割･上三番割･下三番割･梨ノ木割･杉池･堤田･山畑
- 大字若宮
  - 北原･北河原･新開所･村北･村下･宮下･立山添･立山･無生東
- 大字船見
  - 前並･北畑･東屋敷･西屋敷･久内起･替地
  - 古堤新開(1897年(明治30年)池辺村より編入)

## 交通機関
- 近畿日本鉄道養老線
  - 美濃津屋駅

## 学校
- 下多度村立下多度小学校（現・海津市立下多度小学校）
- 養老郡学校組合南部中学校（上多度村、下多度村両村組合立。後の海津市立養南中学校となり、2008年に海津市立城南中学校の新設開校により閉校）